# Satoko Miyahara
Satoko Miyahara (宮原 知子?, Miyahara Satoko; Kyoto, 26 marzo 1998) è una pattinatrice artistica su ghiaccio giapponese, vincitrice della medaglia d'argento ai mondiali del 2015 e di bronzo ai mondiali del 2018, due volte argento al Grand Prix Final e vincitrice del Campionato dei Quattro continenti nel 2016. Inoltre, é quattro volte campionessa nazionale giapponese (dal 2014 al 2017).
Ai Giochi Olimpici Invernali di Pyeongchang 2018 si è classificata quarta.

## Vita privata
Miyahara è nata il 26 marzo 1998 a Kyoto, in Giappone. A causa del lavoro dei suoi genitori, entrambi medici, ha vissuto con la famiglia per due anni ad Houston, in Texas, quando aveva cinque anni, ed è tornata a Kyoto all'età di sette.
Durante il periodo trascorso negli Stati Uniti d'America ha imparato l'inglese. Attualmente frequenta la Kansai University.

## Carriera
Miyahara ha cominciato a pattinare quando abitava negli Stati Uniti ed ha continuato a Kyoto sotto la guida di Mie Hamada.

### Stagione 2011-12: il debutto internazionale junior
Ha fatto il suo debutto internazionale a livello junior nella stagione 2011-12. Ha vinto la medaglia d'argento alla sua prima tappa nel Junior Grand Prix a Gdańsk, in Polonia, ed è arrivata quinta nel suo secondo evento a Milano, in Italia. Ha poi vinto il titolo nazionale giapponese a livello junior ed è arrivata sesta a livello senior. Ai suoi primi campionati mondiali junior si è piazzata quarta. 

### Stagione 2012-13: un primo podio nazionale senior
Nella stagione 2012-13, Miyahara ha vinto un oro e un bronzo alle due tappe del Junior Grand Prix a cui ha partecipato, rispettivamente negli Stati Uniti d'America e in Turchia. Ha poi vinto i campionati giapponesi junior del 2012, prima di arrivare quinta alla finale del Junior Grand Prix ISU a Sochi, in Russia.
Ha vinto la sua prima medaglia nazionale, un bronzo, ai campionati nazionali, davanti ad Akiko Suzuki. Ha terminato la stagione con un settimo posto ai campionati mondiali junior del 2013.

### Stagione 2013-14: debutto internazionale a livello senior
Miyahara ha cominciato la stagione vincendo l'Asian Trophy. Debuttando nel Grand Prix a livello senior, è arrivata quinta all'NHK Trophy, dopo essersi piazzata sesta nel programma corto e quinta nel libero. Ha poi partecipato alla Rostelecom Cup, ottenendo un sesto posto nel programma corto, sesto posto nel libero e quinto posto complessivo.
Ai campionati nazionali giapponesi 2013-14, Miyahara ha ottenuto il quarto posto nel corto e il quinto nel libero, finendo complessivamente al quarto posto, dietro Akiko Suzuki, Kanako Murakami e Mao Asada. È stata poi selezionata per partecipare ai Campionati dei Quattro Continenti, dove ha vinto la medaglia d'argento dietro alla connazionale Kanako Murakami, dopo essersi piazzata quarta nel corto e seconda nel libero.
È arrivata quarta ai mondiali Junior del 2014, a meno di un punto dal terzo posto. Ha terminato la stagione con l'oro al Gardena Spring Trophy.

### Stagione 2014–15: argento ai mondiali
Durante l'estate del 2014, è andata ad un campo di allenamento per lavorare sui salti con il campione olimpico Ilia Kulik. Ha aperto la stagione 2014-15 con la vittoria al Lombardia Trophy. Gareggiando nel circuito di Grand Prix, ha vinto il bronzo al 2014 Skate Canada International dopo un quarto posto nel programma corto e il terzo nel libero. Ha vinto un secondo bronzo all'NHK Trophy (quarta nel corto e seconda nel libero). Con questi risultati, Miyahara si è qualificata come secondo sostituto per il 2014–15 Grand Prix Final.
Ai campionati giapponesi 2014-15, è arrivata seconda nel corto e prima nel libero, ottenendo così il suo primo titolo nazionale. Ai Campionati dei Quattro Continenti del 2015 ha vinto l'argento per il secondo anno consecutivo, grazie alla vittoria nel programma corto e ad un secondo posto nel libero.
Terza nel programma corto e quarta nel libero, ottenne l'argento ai mondiali del 2015 dietro Elizaveta Tuktamysheva. Al 2015 World Team Trophy si è piazzata quinta individualmente e terza come parte della squadra giapponese.

### Stagione 2015–16: campionessa dei Four Continents

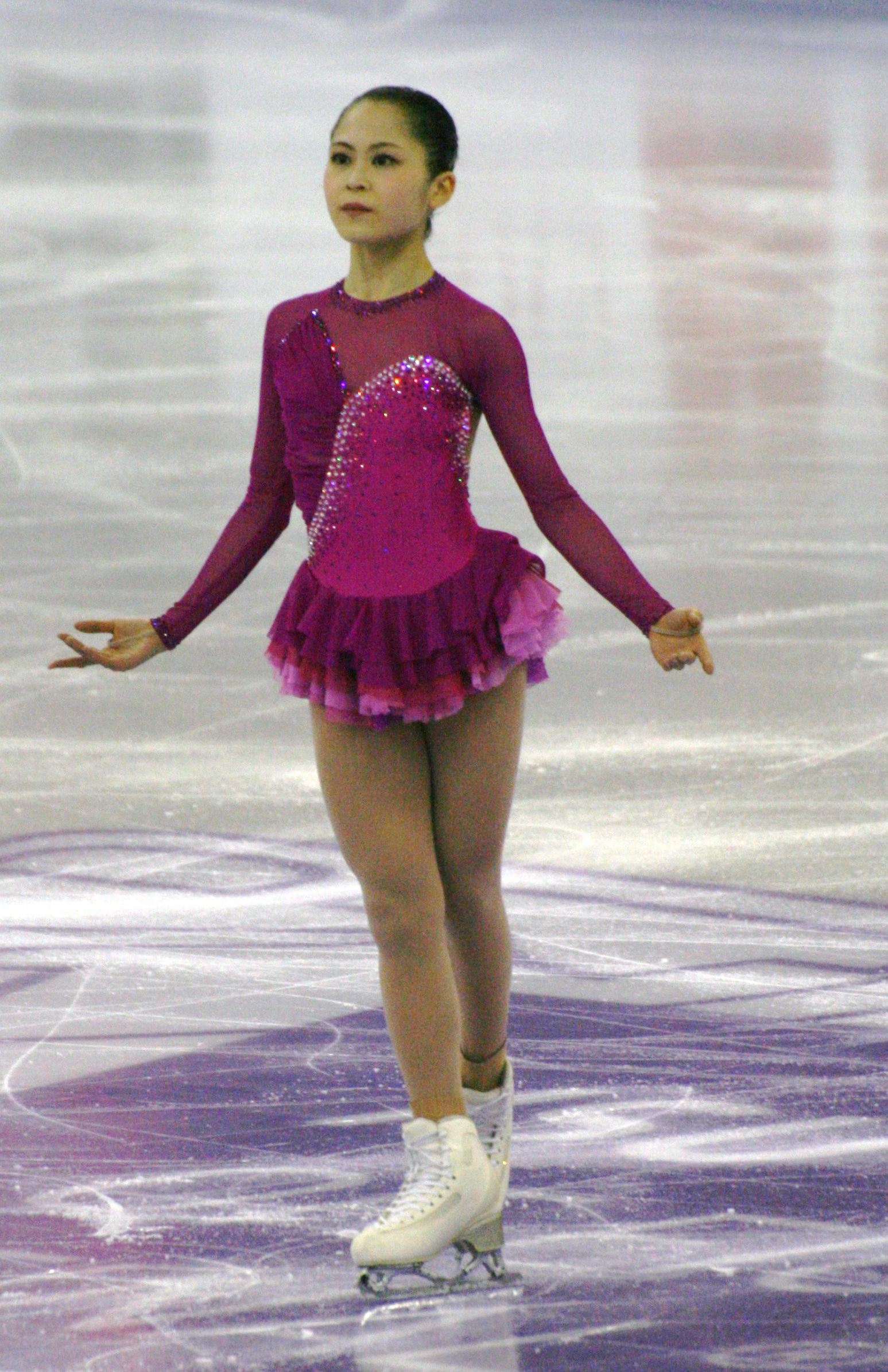
Miyahara al Grand Prix Final nel 2015

Nell'estate del 2015, è di nuovo andata nel Sud della California per lavorare con Ilia Kulik, con l'obbiettivo di aggiungere più potenza ai salti. Ha iniziato la stagione partecipando ad una Challenger Series dell'ISU e vincendo 2015 U.S. Classic. Al Grand Prix, invece, ha ottenuto il bronzo a Skate America prima di vincere l'oro all'NHK Trophy, sconfiggendo la tre volte campionessa mondiale Mao Asada. Questi risultati le hanno permesso di qualificarsi per il suo primo Grand Prix Final a livello senior. L'evento, svoltosi a Barcellona, le ha permesso di ottenere l'argento, dopo essersi piazzata quarta nel programma corto e seconda nel libero. Il punteggio del libero e quello complessivo hanno migliorato il suo record personale.
Dopo essersi riconfermata campionessa nazionale, ha vinto l'oro ai Campionati dei Quattro Continenti, migliorando di nuovo il proprio punteggio personale sia nel lungo che nel libero, e quindi anche nel punteggio complessivo. I mondiali di Boston, che hanno seguito questa gara, sono stati l'unico evento della stagione in cui è stata fuori dal podio.

### Stagione 2016-17: l'infortunio
Ha iniziato la stagione con l'oro alla gara 2016 CS U.S. Classic. Ha poi vinto il bronzo a Skate Canada International dietro Evgenia Medvedeva e Kaetlyn Osmond, e poi l'oro all'NHK Trophy, dietro ad Anna Pogorilaya. Qualificata per la Finale di Grand Prix, vi ha partecipato in dicembre a Marsiglia, ottenendo il secondo posto dietro ad Evgenia Medvedeva. Alla fine di dicembre ha sconfitto le connazionali Wakaba Higuchi e Mai Mihara per vincere il suo terzo titolo nazionale.
Miyahara si è poi ritirata dalle competizioni previste per il resto della stagione (i Campionati dei Quattro Continenti, i giochi asiatici invernali e i campionati mondiali) a causa di un infortunio all'anca.

### Stagione 2017-18: la stagione olimpica
Dopo quasi un anno di assenza dalle competizioni dovuto all'infortunio della stagione precedente, Miyahara ha ricominciato a competere debuttando alla tappa di Grand Prix dell'NHK Trophy. Prima della competizione, ha dichiarato di non essere ancora al meglio della condizione, ma di essere felice di tornare a competere e di volersi divertire nel partecipare alla tappa di casa. Si è classificata sesta in entrambi i segmenti di gara, terminando complessivamente in quinta posizione. Come seconda tappa di Grand Prix della stagione, ha preso parte a Skate America, classificandosi prima sia nel corto che nel libero davanti alla connazionale Kaori Sakamoto. Seppur molto soddisfatta dei risultati ottenuti, ha dichiarato di voler lavorare ancora per migliorare i propri salti. Con i risultati ottenuti in entrambe le competizioni, si è qualificata come riserva per la finale del Grand Prix di Nagoya. Dopo il ritiro della campionessa del mondo in carica, Evgenia Medvedeva, Miyahara è stata quindi selezionata per prendere parte alla competizione. Si è classificata terza nel corto e quarta nel libero, soprattutto a causa di alcuni salti sottoruotati, terminando la gara complessivamente in quinta posizione.
Ai nazionali giapponesi, piazzatasi seconda nel corto e prima nel libero, ha vinto il suo quarto titolo nazionale. Il 24 dicembre la federazione giapponese ha annunciato che Miyahara avrebbe preso parte, oltre che alle olimpiadi di Pyeongchang, anche ai campionati dei quattro continenti del 2018 e ai campionati mondiali di Milano 2018.
In febbraio, ai campionati dei quattro continenti, classificandosi prima dopo il programma corto e terza dopo il libero, ha dovuto accontentarsi della medaglia di bronzo, andando a completare un podio interamente giapponese dietro alle connazionali Kaori Sakamoto e Mai Mihara. Dopo la competizione ha dichiarato che fin dall'inizio si era sentita poco sicura di sé. Ha poi partecipato alle Olimpiadi Invernali, pattinando il programma corto per il Giappone nella gara a squadre; grazie anche al suo contributo, la squadra giapponese si è qualificata per il programma libero, che è stato pattinato da Kaori Sakamoto. Miyahara ha poi preso parte alla competizione individuale. Quarta dopo entrambi i segmenti di gara, ha chiuso in quarta posizione anche nella classifica finale, migliorando i propri punteggi personali e superando per la prima volta i 220 punti nel punteggio totale. Come ultima competizione della stagione ha infine gareggiato ai campionati mondiali, classificandosi terza nel corto e nel libero, rispettivamente con 74.36 e 135.72 punti. Ha così vinto la sua seconda medaglia mondiale, il bronzo, dietro alla canadese Kaetlyn Osmond (oro) e alla giapponese Wakaba Higuchi (argento).

## Programmi

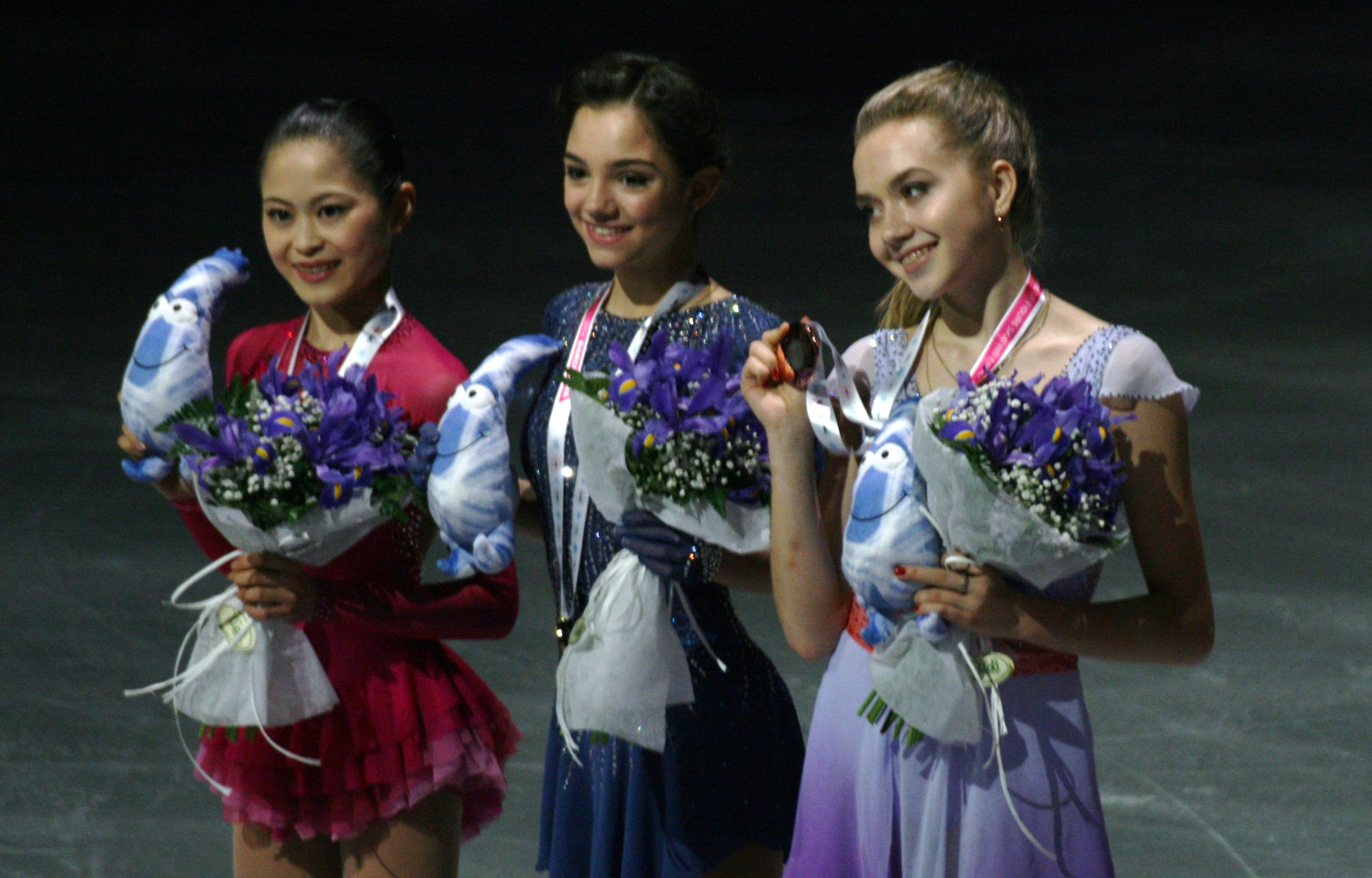
Miyahara sul podio del Grand Prix Final di pattinaggio di figura nel 2015

| Stagione | Programma corto                                                          | Programma libero | Esibizione |
| -------- | ------------------------------------------------------------------------ | --- | --- |
| 2017-18  | - SAYURI da Memorie di una Geisha coreografia di Lori Nichol             | - Madama Butterfly di Giacomo Puccini coreografia di Tom Dickson | - Concierto de Aranjuez di Joaquín Rodrigo |
| 2016–17  | - Musetta's Waltz di Giacomo Puccini coreografia di Lori Nichol          | - Venus da The Planets di Gustav Holst - Mars da The Planets - Princess Leia's Theme da Star Wars di John Williams - Jupiter da The Planets coreografia di Tom Dickson | - One More Try di George Michael eseguito da Brenna Whitaker coreografia di Jeffrey Buttle - Hernando's Hideaway di Jerry Ross, Richard Adler eseguito da Ella Fitzgerald coreografia di Stéphane Lambiel |
| 2015–16  | - Firedance da Riverdance di Bill Whelan coreografia di Tom Dickson      | - Un Sospiro di Franz Liszt coreografia di Lori Nichol | - Tsubasa wo kudasai eseguito da Hayley Westenra, coreografia di Stéphane Lambiel - Pennies from Heaven di Rose Murphy coreografia di Jeffrey Buttle                                                      |
| 2014–15  | - Il flauto magico di Wolfgang Amadeus Mozart coreografia di Lori Nichol | - Miss Saigon di Claude-Michel Schönberg coreografia di Tom Dickson | - The Man I Love di Kate Bush, Larry Adler - Sing, Sing, Sing (With a Swing) di Benny Goodman eseguito dagli Electro Swing Invasion - Let Her Go di Jasmine Thompson coreografia di Stéphane Lambiel      |
| 2013–14  | - Merry Christmas, Mr. Lawrence di Ryuichi Sakamoto                      | - Poeta di Vicente Amigo | - Solace di Vanessa-Mae |
| 2012–13  | - Il cigno di Camille Saint-Saëns                                        | - Romeo e Giulietta di Nino Rota - Adagio in sol minore di Remo Giazotto                                                                                               | - Papa Loves Mambo di Perry Como |
| 2011-12  | - Por una Cabeza da Scent Of a Woman di Thomas Newman                    | - Mother Goose Suite di Maurice Ravel | - Sympathique dei Pink Martini |

## Risultati

### In categoria senior
| Internazionali                                                                                  | Internazionali | Internazionali | Internazionali | Internazionali | Internazionali | Internazionali | Internazionali | Internazionali | Internazionali | Internazionali | Internazionali |
| Evento                                                                                          | 11-12          | 12-13          | 13-14          | 14-15          | 15-16          | 16-17          | 17-18          | 18-19          | 19-20          | 20-21          | 21-22          |
| ----------------------------------------------------------------------------------------------- | -------------- | -------------- | -------------- | -------------- | -------------- | -------------- | -------------- | -------------- | -------------- | -------------- | -------------- |
| Olimpiadi                                                                                       |                |                |                |                |                |                | 4º             |                |                |                |                |
| Mondiali                                                                                        |                |                |                | 2º             | 5º             | R              | 3º             | 6°             | C              | 19°            |                |
| Quattro continenti                                                                              |                |                | 2º             | 2º             | 1º             | R              | 3º             |                |                | C              | R              |
| GP Finale                                                                                       |                |                |                |                | 2º             | 2º             | 5º             | 6°             |                |                |                |
| GP NHK Trophy                                                                                   |                |                | 5º             | 3º             | 1º             | 2º             | 5º             | 2º             |                |                |                |
| GP Cup of China                                                                                 |                |                |                |                |                |                |                |                | 2º             |                |                |
| GP Cup of Russia                                                                                |                |                | 5º             |                |                |                |                |                | 4°             |                |                |
| GP d'Italia                                                                                     |                |                |                |                |                |                |                |                |                |                | 5°             |
| GP Skate America                                                                                |                |                |                |                | 3º             |                | 1º             | 1º             |                |                | 7°             |
| GP Skate Canada                                                                                 |                |                |                | 3º             |                | 3º             |                |                |                | C              |                |
| CS Autumn Classic International                                                                 |                |                |                |                |                |                |                |                |                |                | R              |
| CS Lombardia Trophy                                                                             |                |                |                | 1º             |                |                |                |                |                |                |                |
| CS U.S. Classic                                                                                 |                |                |                |                | 1º             | 1º             |                | 1º             | 1º             |                |                |
| Giochi asiatici invernali                                                                       |                |                |                |                |                | R              |                |                |                |                |                |
| Asian Trophy                                                                                    |                |                | 1º             |                |                |                |                |                |                |                |                |
| Gardena Trophy                                                                                  |                |                | 1º             |                |                |                |                |                |                |                |                |
| Bavarian Open                                                                                   |                |                |                |                |                |                |                | 1º             | 1º             |                |                |
| Nazionali                                                                                       |                |                |                |                |                |                |                |                |                |                |                |
| Campionati giapponesi                                                                           | 6º             | 3º             | 4º             | 1º             | 1º             | 1º             | 1º             | 3º             | 4°             | 3º             | 5°             |
| Gare a squadre                                                                                  |                |                |                |                |                |                |                |                |                |                |                |
| Olimpiadi Invernali                                                                             |                |                |                |                |                |                | 5ºT 4ºP        |                |                |                |                |
| World Team Trophy                                                                               |                |                |                | 3º T 5º P      |                |                |                |                |                |                |                |
| Team Challenge Cup                                                                              |                |                |                |                | 3º T 2º P      |                |                |                |                |                |                |
| Japan Open                                                                                      |                |                |                | 3º T 2º P      | 1º T 2º P      | 1º T 2º P      |                | 1º T 3º P      | 2º T 4º P      |                | 1º T 6º P      |
| R = ritirata; C = competizione cancellata; P = risultato personale; T = risultato della squadra |                |                |                |                |                |                |                |                |                |                |                |